# Færøsk skvatmølle (Frilandsmuseet)
Den færøske skvatmølle på Frilandsmuseet blev erhvervet 1961 fra bygden Sandur på Sandoy på Færøerne. Den er en skvatmølle som kan fungere ved små vandløb med stejl og kraftig strøm.
Møllen er fra 1800-tallet og har været brugt til at male den færøske byg til mel som afløsning af de ældre håndkværne. 

## Galleri
| - Den færøske skvatmølle på Frilandsmuseet - Den færøske skvatmølle på Frilandsmuseet - Til regulering? - Nærbillede |

| - Fotos fra 1959 af skvatmølle i bygden Kunoy - Skvatmølle i bygden Kunoy (Kunø). Renden leder vandet til møllen. - Gavl med stærekasse - Sider af tilhugne sten. Gavlene oprindelig træ, nu bølgeblik.) |